# Rafz
Rafz är en ort och kommun i distriktet Bülach i kantonen Zürich, Schweiz. Kommunen har 4 766 invånare (2023).